# FastTrack

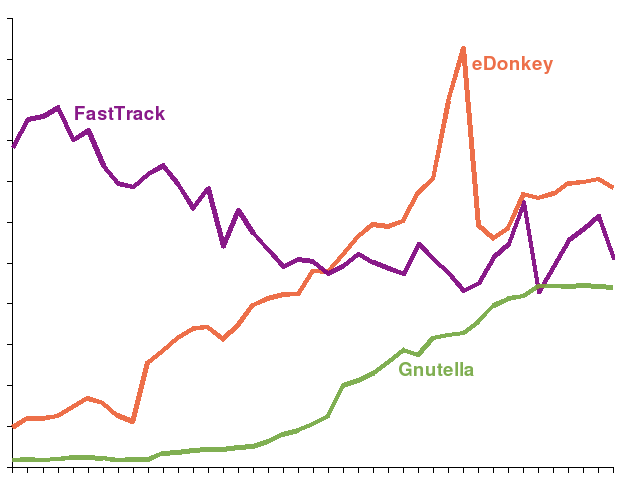
Verloop van het geschatte aantal gebruikers van de FastTrack-, eDonkey- en Gnutellanetwerken, tussen januari 2003 en eind mei 2006

FastTrack is een peer-to-peer-protocol dat gebruikt wordt door het computerprogramma Kazaa (en andere varianten zoals Grokster en iMesh). Morpheus was de eerste die gebruik maakte van dit netwerk, maar werd er later van verbannen.
In 2003 was FastTrack het meest gebruikte P2P-netwerk. Het werd voornamelijk gebruikt voor het uitwisselen van muziek in de vorm van mp3. Populaire functies zijn dat het mogelijk is om onderbroken downloads te hervatten en om verschillende segmenten van 1 bestand op hetzelfde moment te downloaden van verschillende gebruikers.
Het netwerk heeft ongeveer 3 miljoen regelmatige gebruikers. Men schat dat het totaal aantal gebruikers groter is dan dat van Napster op zijn hoogtepunt.

## Geschiedenis
Het FastTrackprotocol en Kazaa zijn bedacht door de Zweed Niklas Zennström, de Deen Janus Friis en een team van programmeurs uit Estland geleid door Jaan Tallinn. Datzelfde team maakte later Skype.
FastTrack werd uitgebracht in maart 2001 door hun Nederlands bedrijf Consumer Empowerment. Het verscheen tijdens het einde van de eerste generatie van P2P-netwerken - Napster werd in juli dat jaar afgesloten.
Tegenwoordig zijn er 3 FastTrack gebaseerde netwerken in omloop. Alle 3 gebruiken ze een versie van het protocol dat niet met elkaar overeenstemt. De meest populaire P2P programma's op elk netwerk zijn Kazaa (en zijn varianten), Grokster en iMesh.
Met verwijzingen naar "het FastTrack netwerk" bedoelt men vaak enkel het netwerk waar Kazaa op draait.

## Technologie
FastTrack behoort tot de 2de generatie P2P-protocollen. Het gebruikt "supernodes" om het schaalgebruik te verbeteren. De "supernode" functionaliteit is ingebouwd in de client. Als een krachtige computer met een snelle netwerk connectie de client software draait, zal het automatisch een "supernode" worden. 

## Clients
De volgende programma's zijn of waren FastTrack-clients:
- Kazaa en zijn varianten.
- KCeasy
- Grokster
- iMesh
- Morpheus, tot 2002
- Apollon
- MLDonkey, een gratis multi-platform multi-netwerk P2P-programma.